# Abdul Wahid Pedersen
Abdul Wahid Reino Arild Pedersen (født 1. februar 1954, tidligere Reino Arild Pedersen, oftest omtalt som Abdul Wahid Pedersen) er en dansk imam.

## Biografi
Reino Pedersen blev født i Sverige 1. februar 1954 som søn af Peder Pedersen og Sirkku Marjatta Koskinen. Han meldte sig tidligt ud af folkekirken og begyndte en eksistentiel søgen. Han opfattede sig i første omgang som "fritænker" uden for de etablerede religioner, blev vegetar og var forbundet med hippie-kulturen. Som 21-årig rejste han rundt i Afrika, Asien og Mellemøsten. Han praktiserede hinduisme i de følgende år og opholdt sig bl.a. hos guru Ajmer Sharif i Rajasthan, Indien, hvor hans meditative og mystiske oplevelser førte ham i retning mod monoteisme og pan-religiøsitet.
I 1979 vendte han tilbage til Danmark, først Århus og siden i et kollektiv i Voldby ved Hammel. Reino og en ven dannede musikgruppen The Striking Vikings. Samtidig gik Reino på specialarbejderskole, hvor han fik færdigheder inden for bygge- og anlæg.

### Konversion
Reino mødte i 1982 en gammel ven Abdullah (Jørn) Tolstrup, som var konverteret til islam. I 1982 besluttede Reino at konvertere til islam. Kort tid efter lod han sit lange hår klippe, forlod sin vegetariske livsstil, ophørte med hashrygning og flyttede til København. Omar Louborg, en anden dansk konvertit, foreslog Reino at skifte navn, og på hans opfordring tilføjede Reino Abdul Wahid (arabisk for Guds tjener) til sit navn.
Pedersen blev altmuligmand i et muslimsk center, redaktør af det muslimske tidsskrift Liv og lærer på en muslimsk friskole, Centeret, i en villa på Frederiksberg. Tidsskriftet var finansieret af penge fra Kuwait.

### Ægteskab
Pedersen forespurgte i det muslimske miljø efter en passende muslimsk hustru, og en marokkaner formidlede kontakt med en kvinde i Marokko. Efter udveksling af fotografier besøgte Pedersen kvindens familie i Marokko i 1983, hvor de blev gift. Hustruen, Fatima, flyttede til Danmark i 1984, og parret har fire børn,
herunder forfatteren Zahra Pedersen.

### Dom for narkotikahandel
Pedersen blev i december 1983 idømt 16 måneders fængsel for køb og salg af lidt over fem kg hash efter straffelovens såkaldt grove narko-paragraf 191, som hjemler fængselsstraf i indtil 10 år. Handelen havde fundet sted mens han boede i kollektivet ved Århus. Han afsonede 11 måneder af dommen, og i fængslet studerede han islam, arabisk og oversatte religiøse bøger fra engelsk til dansk.

## Virke som imam
Pedersen blev nærmest imam ved et tilfælde. Han var en del af en lille gruppe muslimer, der i 1997 mødtes med et ønske om at danne en moske med en dansksproget fredagsbøn, der ikke fandtes på det tidspunkt. Ingen i gruppen havde en formel uddannelse i islamiske studier, men besluttede at vælge den bedst kvalificerede fra deres midte som imam, og det blev Pedersen. Fredagen efter holdt han sin første fredagsbøn på sit kontor med bedetæpper på gulvet mellem møblerne, og dermed var moskeen startet. Pedersen var således en selvlært imam, men blev efterhånden ganske indflydelsesrig, blandt andet, fordi han som født i Danmark kunne svare på mange af de spørgsmål, som efterkommere og konvertitter stiller til at leve som muslim i Danmark. Senere blev han også en af de bedst kendte danske imamer i offentligheden og én af en håndfuld menighedsimamer, som ofte blev kontaktet af danske medier, når de ønskede at høre en dansk imams indstilling til en bestemt problemstilling.
Sammen med Fatih Alev grundlagde han det, som islamforskeren Jesper Petersen har kaldt "dansk islam", hvor islam skulle fortolkes ind i en dansk kontekst i stedet for at blive forstået afsondret fra det omgivende samfund. Det medførte, at de to imamer stedse måtte navigere mellem den danske offentlighed og et ofte konservativt muslimsk bagland.
Abdul Wahid Pedersen er medstifter af Islamisk-Kristent Studiecenter og leder fredagsbønnen i en moské på Nørrebro i København. Han har desuden været skoleleder og har undervist på forskellige danske muslimske friskoler. Derudover har han udført frivilligt hjælpearbejde for den muslimske nødhjælpsorganisation Independent Scandinavian Relief Agency (ISRA) i en række muslimske lande. I 2005 var han en af initiativtagerne bag efterfølgeren Danish Muslim Aid.
Abdul Wahid Pedersen tilhører sufismen, en overvejende meditativ gren af islam.
Han er også medlem af Muslimer i Dialog.

## Muhammed-krisen
Da en gruppe af danske imamer og muslimske organisations repræsentanter tog på en imam-rundrejse til Mellemøsten, udtalte Pedersen, at det er påfaldende, hvordan nogle kritiserede Islamisk Trossamfund for at rejse sagen i udlandet, da det ofte er de samme mennesker, som kritiserer muslimerne for ikke at ville respektere ytringsfriheden. Det var en generel hån af islam og muslimer i hele verden, mente han.
Han deltog 22.-23. marts 2006 i en islamisk konference i Bahrain om Muhammed-tegningerne, der var trykt i Jyllands-Posten i september 2005.

## Holdning til Sharia
Abdul Wahid Pedersen har bl.a. gjort sig bemærket i den offentlige debat med sine fortolkninger af Sharia, de islamiske retsregler.

### Utroskab/Hor
Han har bl.a. markeret sig i den offentlige debat med et synspunkt om, at henrettelse ved stening ikke står til diskussion. På Kristeligt Dagblads hjemmeside religion.dk svarer han den 18. april 2002 på et spørgsmål om islamisk strafferet (Sharia), som var indført i dele af Nigeria:
| Citat | Vi kan hurtigt blive enige om, at stening til døde er en meget grusom form for afstraffelse, men det ændrer ikke på, at den set i islamisk lys er blevet forordnet af Skaberen selv. Vi er derfor umiddelbart ikke bemyndigede til at ændre på samme. De ting, som er givet i Koranen eller af Profeten Muhammad i en utvetydig form, står for så vidt ikke til diskussion blandt muslimer. I samme øjeblik vi ville sætte disse ting til diskussion, ville vi jo i bund og grund have erklæret os som ikke troende på Allah og Hans budbringer og ville dermed have stillet os selv uden for Islam. ... Når Allah har foreskrevet en så voldsom og uhyggelig straf, skal det forstås på rette måde. For det første er det meningen, at folk ikke skal begå hor, og Allah har derfor stillet en straf i udsigt, som kan få de fleste til at holde sig fra det. ... | Citat |
|       | |       |

### Flerkoneri
Ifølge Ritzau den 23. marts 2007 ville Abdul Wahid Pedersen i nogle tilfælde udføre vielser, som medfører flerkoneri, der er tilladt i islam:
| Citat | Hvis der kommer en til mig, og jeg kan fornemme, at der er tale om en kone nummer to, så vil jeg normalt sige nej. Med mindre kone nummer et står der og siger, at det er helt i orden, og siger, at hun ikke kan få børn, eller at der er en anden grund. | Citat |
|       | |       |

Han har sammenlignet flerkoneri med utroskab, hvorfor han mener, at hvis der ikke er tale om juridisk gyldige ægteskaber, så er der ikke tale om noget, der på nogen måde strider mod dansk lov. Han påpegede´, at hvis man ser på, hvordan folks seksuelle relationer er i Danmark generelt, så er seksuelle forhold uden for ægteskab ikke et udtryk for mangel på integration.

### Homoseksualitet
Om homoseksualitet, som efter islamisk ret principielt straffes med døden, har Abdul Wahid Pedersen i 2007 sagt, at homoseksualitet aldrig vil blive legaliseret i islam, selv om han ikke ville udelukke, at en homoseksuel kunne være en god muslim. Den 21. marts 2009 sagde han dog, at et forbud mod homoseksualitet kun var en rent hypotetisk mulighed i dag:
| Citat | Man kan jo ikke lovgive om folks privatliv. Det er fuldstændig absurd at forestille sig. Derfor er det også en pseudoundersøgelse. For man spørger til noget, som er helt absurd – til en ikke-mulighed. | Citat |
|       | |       |

Det var hans kommentar til en undersøgelse, der viste, at 28 procent af indvandrere og efterkommere fra muslimske lande ville forbyde homoseksualitet. Blandt etniske danskere ville 3 procent forbyde homoseksualitet. Undersøgelsen var foretaget af Danmarks Statistik for CEPOS i slutningen af 2007.

### Omskæring af piger
I 2002 skrev Dagbladet Information under overskriften "Somalisk skole priser omskæring", at Pedersen, i kraft af sit virke som dansk imam og som leder af den somaliske privatskole Al-Kownain i København, havde uddelt en vejledning på tre sider, som angiveligt skulle have omtalt omskæring som "en ærefuld" handling for kvinder og oplyst, at den mildeste form for omskæring "falder inden for kategorien det tilladte" ifølge islam og "stort set ikke var skadelig for kvindens ægteskabelige" liv.
Samme dag bad undervisningsminister Ulla Tørnæs om en redegørelse fra Pedersen og erklærede efter at have set notatet og redegørelsen, at "Som jeg læser teksten, indeholder den en klar afstandtagen fra kvindelig omskæring. Faktisk understreger teksten, at der ikke findes noget religiøst belæg for at kræve piger omskåret. Men med en tekst, der omhandler så kontroversielt et tema, ville jeg - for at undgå misforståelser - i tilgift have understreget, at jeg tager klar og ubetinget afstand fra enhver form for kvindelig omskæring. Men jeg er tilfreds med den redegørelse, jeg nu har fået fra skolelederen." Ulla Tørnæs pegede også på, at kvindelig omskæring i teksten tværtimod blev opfattet som et problem, der krævede en form for handling.
Abdul Wahid Pedersen svarede i et indlæg i et Information, at han var rystet og skuffet over avisens påstande, som han kaldte direkte løgnagtige. Han anførte, at han uden forbehold var imod enhver form for kvindelig omskæring og havde taget flere initiativer som leder af skolen for at forhindre nogen former for kvindelig omskæring. Pedersen fortsatte: "At Information vil gøre løsrevne citater fra et islamisk kildemateriale, jeg har uddelt til mine lærere på skolen for at ruste dem til en eventuel debat med forældrene, til min eller skolens holdning, kan jeg kun antage skyldes, enten at avisens journalister er ude af stand til at læse og forstå en tekst, eller at man bevidst har forsøgt at skade skolen og min person. Det uddelte materiale er udformet som en afstandtagen til kvindelig omskæring. Sådan har jeg forstået det, sådan har mine lærere forstået det, sådan har Undervisningsministeren forstået det og sådan har Københavns Skoleborgmester forstået det."
Information måtte en uge efter den første artikel indrykke en berigtigelse, beklage sin oprindelige artikel og undskyldte at have skrevet, at Pedersen og skolen gik ind for omskæring, men at avisen fandt det fortsat betænkeligt, at det pågældende papir om kvindelig omskæring blev udleveret uden en medfølgende skriftlig afstandtagen af enhver form for omskæring.

## Kunstige mødomme
Pedersen har i 2008 udtalt at det ikke bør være nødvendigt, at piger får en ny kunstig jomfruhinde, fordi de skal giftes. Han omtaler denne type indgreb som "lappeløsninger"; "At jomfruhinden er sprunget, kan have helt andre årsager, end at pigen har været ude på andet ærinde. Men pigerne vurderer vel, at det er en kulturelt betinget nødvendighed, hvis de får en ny."
I oktober 2009 udvandrede Pedersen fra DR2's 'Deadline' program i vrede, da han følte sig overfaldet og snydt af programmets anden deltager, Kristina Aamands spørgsmål om de såkaldte jomfru-operationer. Han mente ikke at have hørt om problemet, mens Aamand syntes det var underligt at Pedersen ikke have hørt om det før nu.

## Politik
Pedersen var kandidat for og et af de ledende medlemmer i Minoritetspartiet, som nu er opløst.

## Klimatopmøde 2009 og Ahmadinejad
Da Irans præsident Mahmoud Ahmadinejad gæstede København under FN's klimatopmøde i december 2009, deltog Pedersen sammen med andre danske muslimer i mødet.